# Dorfkirche Stöbritz

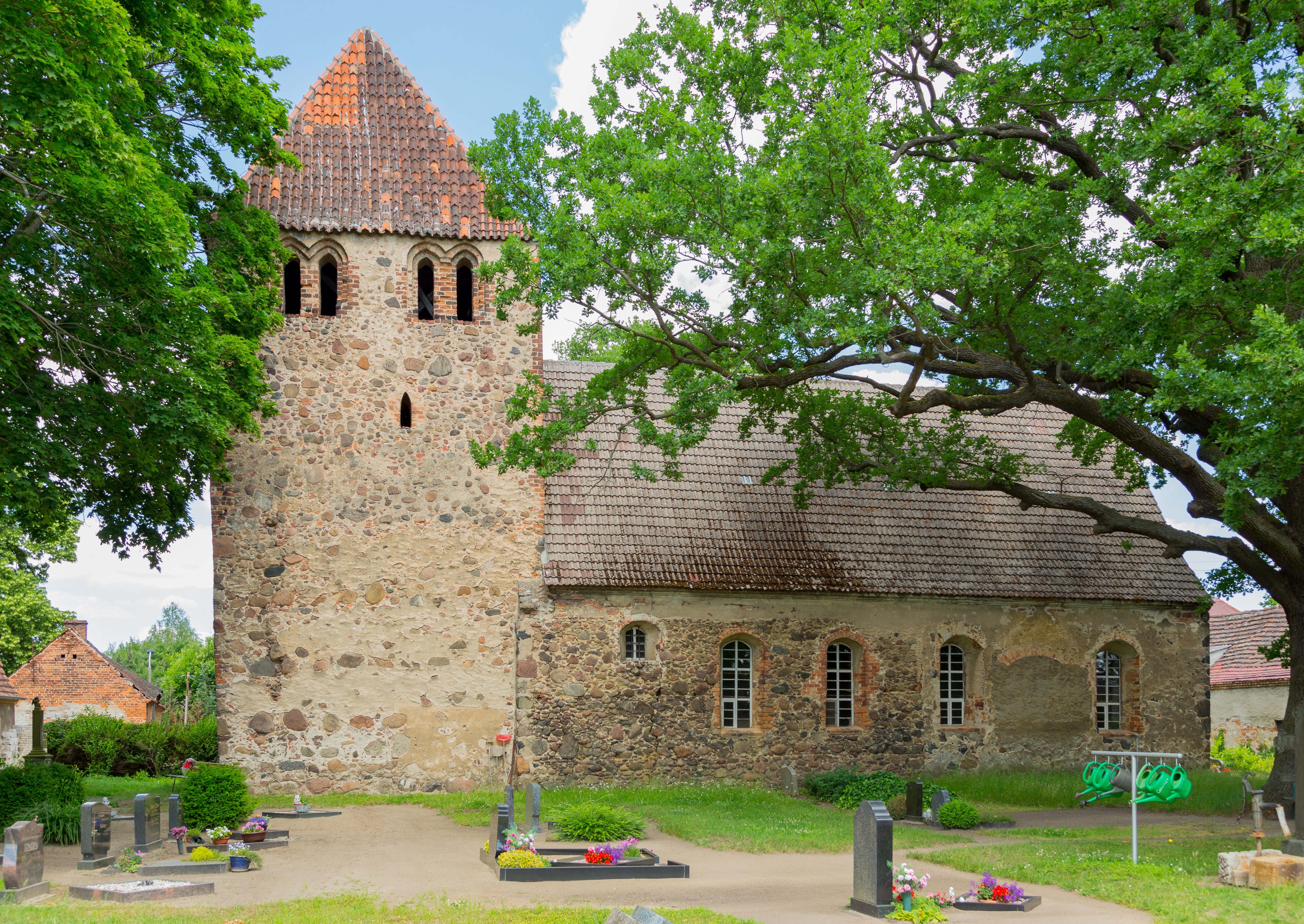
Dorfkirche Stöbritz

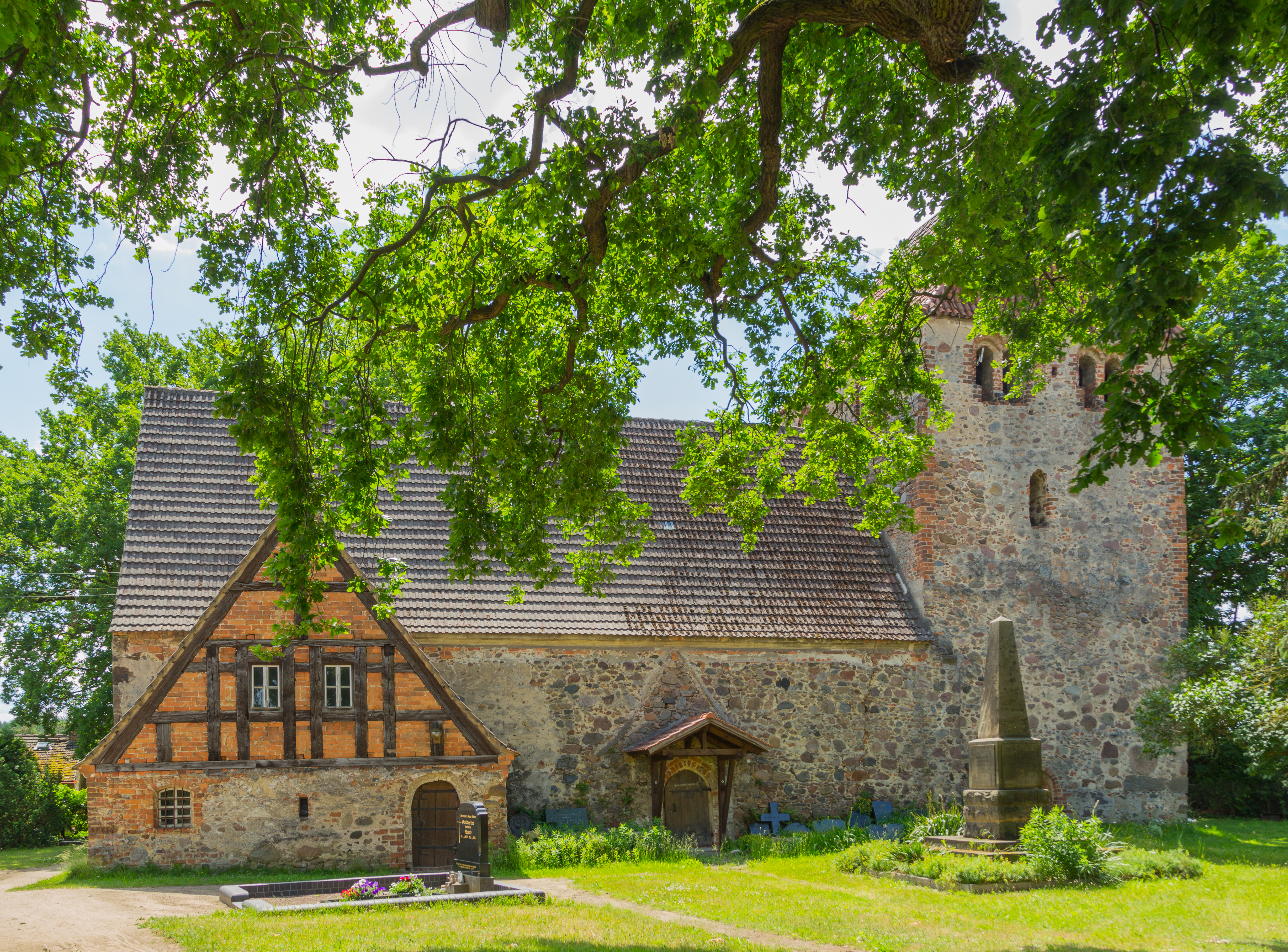
Ansicht der Nordseite mit Gedenk-Obelisk

Die Dorfkirche Stöbritz ist eine Feldsteinkirche aus dem frühen 15. Jahrhundert in Stöbritz, einem zu Willmersdorf-Stöbritz gehörenden Wohnplatz der Stadt Luckau im Landkreis Dahme-Spreewald im Land Brandenburg. Die Kirchengemeinde gehört zum Kirchenkreis Niederlausitz der Evangelischen Kirche Berlin-Brandenburg-schlesische Oberlausitz.

## Lage
Die Straße Stöbritz führt von Westen kommend in östlicher Richtung durch den Ort. Die Kirche steht im historischen Dorfzentrum südlich der Straße auf einem leicht erhöhten, eingefriedeten Grundstück.

## Geschichte
Die Feldsteinkirche wurde Anfang des 15. Jahrhunderts errichtet. Im 18. Jahrhundert erfolgten zahlreiche Umbaumaßnahmen, bei denen unter anderem die Fenster „barock“ vergrößert wurden. In den Jahren 1952 bis 1955 sanierte und modernisierte die Kirchengemeinde den Innenraum.

## Baubeschreibung

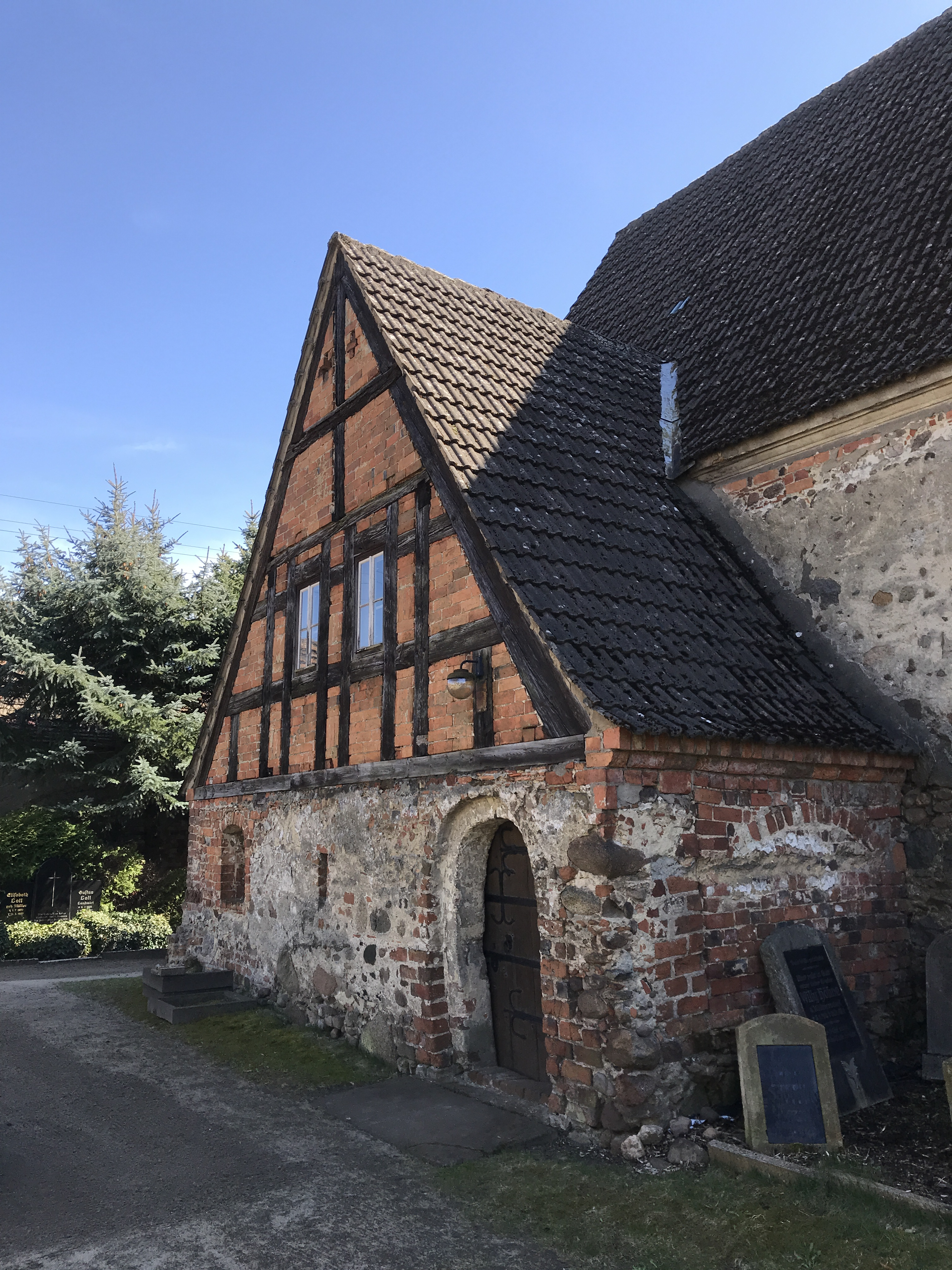
Nördlicher Anbau am Chor

Das Bauwerk entstand im Wesentlichen aus Feldstein, der bis auf wenige Ecksteine unbehauen und nicht lagig geschichtet wurde. Der Chor ist gerade und nicht eingezogen. An der Ostwand sind die Reste einer Dreifenstergruppe erkennbar. Das mittlere Fenster ist dabei mit rötlichen Mauersteinen zugesetzt und dürfte in seiner Form ursprünglich sein. Die beiden begleitenden Fenster wurden beim barocken Umbau bienenkorbförmig vergrößert. Bei der Laibung wie auch bei den Ausbesserungsarbeiten kamen ebenfalls Mauersteine zum Einsatz. Im teilweise verputzten Giebel ist mittig eine schmale, hochrechteckige Öffnung. Nördlich ist ein großer, rechteckiger Anbau, der von Norden her durch eine rundbogenförmige Pforte betreten werden kann. Darüber ist ein Dachgeschoss, dessen Giebel aus Fachwerk errichtet wurde. Darin sind zwei kleine, rechteckige Fenster. An der Westseite ist eine zugesetzte Pforte erkennbar. Der Anbau trägt ein schlichtes Satteldach.
Das Kirchenschiff hat einen rechteckigen Grundriss. An der Nordseite sind keine weiteren Fensteröffnungen, sondern lediglich mittig eine Rundbogenpforte. Dabei dürfte es sich um die ursprüngliche Priesterpforte handeln. Der Eisenbeschlag ist mit Lilien verziert und stammt aus dem Mittelalter. Darüber sind die Reste eines mittlerweile nicht mehr vorhandenen Anbaus erkennbar. An der Südseite ist im Chor ein, im weiteren westlichen Verlauf der Schiffswand, drei große Rundbogenfenster. Zwischen den Fenstergruppen ist eine zugesetzte, große Pforte erkennbar (Anbau?). Nach Westen hin ist ein kleines, hochgesetztes Fenster.
Der Westturm nimmt die volle Schiffsbreite auf. Er ist querrechteckig und besitzt in den unteren Geschossen keine Fenster. An der Südseite ist eine schmale, spitzbogenförmige Öffnung; ebenso zwei an der Westseite. Darüber folgt das Glockengeschoss. Dort sind je zwei rundbogenförmige, gekuppelte Klangarkaden. Es folgt ein querrechteckiges Zeltdach.

## Ausstattung
Die Kirchenausstattung ist neuzeitlich aus den 1960er Jahren. Lediglich die Orgel stammt aus dem Jahr 1889 und wurde vom Neuzeller Orgelbauer Robert Uibe geschaffen.
Vor der Nordseite des Kirchenschiffs steht ein Obelisk aus den 1930er Jahren, der an die Gefallenen aus dem Ersten Weltkrieg erinnert.